# 騅石鮰
騅石鮰為輻鰭魚綱鯰形目北美鯰科的其中一種，分布於美國田納西州及密西西比州的淡水流域，體長可達10.6公分，棲息在水質清澈、砂泥底質的溪流。

## 擴展閱讀
維基物種上的相關：騅石鮰